# J. D. Tippit
J. D. Tippit (18. září 1924 Annona – 22. listopadu 1963 Dallas) byl americký policista, který byl zavražděn při výkonu služby pouhých 40 minut po atentátu na prezidenta J. F. Kennedyho. Za pachatele obou vražd byl ještě téhož dne označen čtyřiadvacetiletý Lee Harvey Oswald. Ten však při výslechu vinu nepřiznal a byl smrtelně postřelen o dva dny později majitelem nočního klubu Jackem Rubym.
Podle vyšetřování Warrenovy komise jednal Oswald při atentátu na prezidenta sám, přičemž Tippit byl zastřelen, když se ho pokusil jako možného podezřelého zastavit. Někteří historikové a badatelé však oficiální verzi zpochybňují. Nejasnosti a rozpory ve výpovědích svědků událostí v Dallasu se staly příčinou vzniku mnoha konspiračních teorií.

## Dětství a mládí
J. D. Tippit se narodil 18. září 1924 nedaleko malého městečka Annona v Texasu do baptistické rodiny zemědělce Edgara Lee Tippita a Lizzie Mae Rushové. Někdy bývá chybně uváděn jako Jefferson Davis Tippit, nicméně "J. D." bylo celé jeho křestní jméno, nešlo o zkratku. Edgar Tippit se při jeho výběru nechal inspirovat postavou "J. D. z hor" z jedné ze svých oblíbených knih. J. D. byl nejstarší z pěti dětí, měl dvě sestry a dva bratry.
Na podzim roku 1939 se Tippitovi přestěhovali do Baker Lane poblíž texaského města Clarksville. V té době začínala druhá světová válka, jejíž první roky prožila rodina na farmě v klidném venkovském prostředí. Pouze otec Edgar trávil více času na závodě v Hooksu, kde pracoval. V té době si J. D. oblíbil zejména svého strýce George Rushe, matčina bratra. Jeho nejlepším přítelem byl Jack Christopher, chlapec ze sousední rodiny a nejstarší z jedenácti dětí. Jejich společnými zájmy byl zejména lov, rybolov nebo také sobotní návštěvy kin - J. D. miloval westerny a filmy s Clarkem Gablem. Christopher si později vzal za ženu Tippitovu sestru Christene.
V roce 1943 ale do Tippitova života zasáhly dvě události, které měly vliv na jeho budoucnost. Tou první byla náhlá a předčasná smrt kamarádovy sestry, čtrnáctileté Mary Christopherové. Ta zemřela pravděpodobně na aneurysma. Na podzim téhož roku manželé Tippitovi po vzájemných neshodách podali žádost o rozvod. Lizzie se přestěhovala ke své sestře do Oklahoma City a Edgar se posléze oženil s Mary Lee Danielsovou.

## V armádě
Zatímco jeho mladší sourozenci zůstali s otcem a jeho novou manželkou, J. D. Tippit se v té době rozhodl přidat k armádě Spojených států. Od července 1944 do ledna 1945 absolvoval v Camp Wolters vojenský výcvik u parašutistů. Následně se připojil k 513. výsadkovému pluku, jenž spadal pod 17. výsadkovou divizi. 24. března 1945 se zúčastnil operace Varsity pod velením britského polního maršála Bernarda Montgomeryho. Jednalo se o jeden z velkých úspěchů britsko-amerických vzdušných sil. Tippit byl během akce lehce zraněn na noze, díky čemuž se stal kandidátem na Purpurové srdce. To však odmítl s tím, že si zranění způsobil vlastní nedbalostí. Později byl vyznamenán Bronzovou hvězdou. Z armády byl propuštěn v březnu 1946.

## Poválečná léta
26. prosince 1946 se Tippit oženil s tehdy osmnáctiletou Marií Frances Gaswayovou a brzy poté se přestěhovali do Dallasu. Několik týdnů žili Tippitovi společně s Christene a Jackem Christopherovými, než si našli vlastní byt. V té době J. D. začínal pracovat pro místní firmu Dearborn Stove Company, posléze pro Sears, Roebuck and Company. Po propuštění na podzim 1949 následovalo další stěhování, tentokrát do menšího města Lone Star. V té době už Marie čekala prvního potomka. Syn Charles Allan se narodil 1. ledna 1950.
Tippit se pokoušel pracovat na farmě, zapsal se také do odborné školy v Bogatě. Nepříznivé podmínky, střídající se období sucha a záplav ho však donutily vydat se jiným směrem. V červnu 1952 se s rodinou vrátil zpátky do Dallasu, kde se mu záhy podařilo získat práci u zdejší policie. O rok později jeho žena přivedla na svět dceru Brendu. Roku 1958 následoval druhý syn Curtis Glenn.

## Policejní služba
J. D. Tippit pracoval jako policista jedenáct let, během kterých několikrát prokázal mimořádnou odvahu a schopnost správně reagovat i v kritických situacích, díky čemuž byl vyznamenán za statečnost.

### Incident u Shaverových
V noci 28. dubna 1956 zasahoval Tippit spolu se svým kolegou Danielem Smithem v domě Roberta Lee Shavera na adrese 731 North Edgefield Avenue. Reagovali tak na hlášení o možném domácím násilí. Po příjezdu na místo našli Shaverovu ženu Vickie sedět vyděšenou na dvorku před domem. Její manžel stál ve dveřích se sekáčkem v ruce a vyhrožoval, že zabije ji i sebe. Když se Tippit a Smith přiblížili, zabouchl jim před nosem a zmizel v domě. Smithovi se podařilo dostat dovnitř, vzápětí byl ale Shaverem napaden a zasažen do levého ramene. Tippit mu spěchal na pomoc a srazil Shavera k zemi. Přitom utržil ránu sekáčkem do břicha a pravého kolena. Smith se však měl čas mezitím vzpamatovat a o chvíli později už na místo dorazili další dva policisté, kteří Shavera přemohli a zatkli. Posléze byl obviněn z pokusu o vraždu. Tippit se následující čtyři měsíce zotavoval a musel podstoupit operaci kolene.

### Incident v Clubu 80
2. září 1956 prováděl Tippit a jeho kolega Dale Hankins běžnou kontrolu v dallaském Clubu 80. Náhle si Tippit všiml muže, který se nápadně podobal zločinci, po němž bylo v Coloradu vyhlášeno pátrání. Požádal ho, aby jej vyprovodil ven. Muž působil dojmem opilce, najednou však vytáhl poloautomatickou pistoli ráže .25 a namířil ji Tippitovi přímo do obličeje. Stiskl spoušť, ale zbraň nebyla odjištěná. Tippit a Hankins tasili své revolvery a útočníka zasáhli celkem sedmi ranami. Byl na místě mrtev.

## Den vraždy
Dne 22. listopadu 1963 odcházel Tippit do práce v 6:15. Po cestě se ještě zastavil u své sestry Christene a švagra Jacka. Okolo sedmé hodiny zahájil svou směnu ve čtvrti Oak Cliff, kde obvykle hlídkoval. Během polední přestávky se vrátil domů na rychlý oběd. S manželkou u jídla hovořil o odpolední návštěvě Johna F. Kennedyho. Zhruba po dvaceti minutách se s Marií rozloučil a odjel pokračovat ve službě.
Ve 12:30 došlo na Dealey Plaza ke střelbě na prezidenta. Tippit se tou dobou nacházel osm kilometrů daleko. Ve 12:45 obdržel vysílačkou pokyn zkontrolovat centrální část Oak Cliff a byl mu rovněž sdělen popis možného atentátníka. Lee Harvey Oswald mezitím opustil Texaský knižní velkosklad, kde pracoval a odkud podle prvních informací vyšly střely. Přibližně ve 12:55 se Tippit spojil s dispečerem Murrayem Jacksonem a potvrdil, že se přesunul podle rozkazu.

### Vražda
Tippit projížděl pomalu ulicí East 10th Street, když si všiml muže podobajícího se policejnímu popisu. Několik svědků ho později identifikovalo jako Oswalda. Kráčel po chodníku směrem ke křižovatce s East Patton Avenue. Tippit zastavil vedle něj a oslovil ho skrze otevřené okénko u spolujezdce. Oswald přešel k autu a prohodili spolu několik slov. Po chvíli Tippit vystoupil a začal obcházet předek svého vozu směrem k Oswaldovi. Ten zničehonic vytáhl pistoli ukrytou v kapse u bundy a zblízka na Tippita třikrát vystřelil. Všechny rány ho zasáhly do hrudníku. Poté, co se zhroutil na zem, vrah vypálil ještě jednou a trefil jeho pravý spánek. Tippit byl na místě mrtvý. Čas jeho smrti je sporný, ale bylo zřejmě mezi 13:06 - 13:12.
Střelec okamžitě po vraždě uprchl z místa činu. Jeden ze svědků události Domingo Benavides se pak odhodlal jít k autu s úmyslem Tippitovi pomoct. Když pochopil, že je to marné, použil Tippitovu vysílačku, aby o věci podal zprávu. Hlášení došlo na policejní ředitelství ve 13:16. Po příjezdu policie a záchranářů bylo Tippitovo tělo převezeno do metodistické nemocnice, kde byl ve 13:25 prohlášen za mrtvého.

### Pachatel
Oswald byl dopaden ve 13:40, ve chvíli, kdy seděl v hledišti kina Texas. Během zatčení se podle policistů snažil klást odpor a pokusil se vystřelit na strážníka Nicka McDonalda, což se mu nepodařilo. Při výslechu na policejní stanici tvrdohlavě odmítal jakoukoliv spojitost se střelbou na prezidenta Kennedyho a J. D. Tippita. I poté, co byl identifikován několika svědky a obviněn z Tippitovy vraždy, nadále trval na své nevině.
Dne 24. listopadu, těsně před jeho plánovaným převozem z městské do okresní věznice, byl Oswald v suterénu policejního ředitelství střelen do břicha Jackem Rubym. Zemřel o dvě hodiny později téhož dne, aniž by prozradil cokoliv o Tippitově smrti. Oswaldova role v případu zůstává už po mnoho desetiletí stále nejasná.

## Po vraždě
Večer 22. listopadu přijala Marie Tippitová telefonáty od nového prezidenta Lyndona B. Johnsona a ministra spravedlnosti Roberta F. Kennedyho, Johnova mladšího bratra. Oba jí vyjádřili svou upřímnou soustrast. Jacqueline Kennedyová pak napsala Marii dopis, ve kterém kromě projevu lítosti nad společnou ztrátou vyzdvihla Tippitovu statečnost.
Smuteční obřad se konal 25. listopadu v Beckley Hills a byl vysílán na třech televizních stanicích. Zúčastnilo se ho okolo 2000 lidí, z toho 700 příslušníků policie. Do kostela s kapacitou 450 lidí se vešla pouze čtvrtina přítomných, zbylých více než 1500 sledovalo mši v přímém přenosu v budově tamní nedělní školy. Místem posledního odpočinku J. D. Tippita se stal Memorial Court of Honor v Dallasu.
Na začátku roku 1964 byl Tippit in memoriam oceněn Medailí za statečnost, Policejním křížem, Policejní medailí cti a Cenou za hrdinství.